# بويرو
بلدية بويرو (بالإسبانية: Boiro)‏، هي إحدى بلديات مقاطعة لا كرونيا إحدى مقاطعات إسبانيا، و التي تقع في منطقة جليقية شمال غرب إسبانيا.
يبلغ عدد سكانها 18.064 نسمة وفقاً لإحصائية سنة (2002).

## أعلام
- فانيسا ريال